# ローレンス・M・クラウス
ローレンス・マクスウェル・クラウス（Lawrence Maxwell Krauss、1954年5月27日 - ）は、アメリカおよびカナダの理論物理学者、現代宇宙学者。

## 経歴
1977年カールトン大学卒業、1982年マサチューセッツ工科大学より物理学のPh.D.取得。アリゾナ州立大学、イェール大学、ケース・ウェスタン・リザーブ大学で教鞭を執った。2001年リリエンフェルト賞、2004年エルステッド・メダル受賞。
2018年にメディアがクラウスのセクシャル・ハラスメントを報じた。調査の結果、同年8月にアリゾナ州立大学はクラウスがセクシャル・ハラスメント規定に違反したと結論し、同大学の「起源プロジェクト」のディレクターから解任した。10月に大学は、クラウスが有給休暇を取ったのちに翌年5月で辞職すると発表した。

## メディア

### 著書
- 『物理の超発想: 天才たちの頭をのぞく』青木薫（訳）、講談社、1996年。
- 『SF宇宙科学講座』堀千恵子（訳）、日経BP、1998年。
- 『コスモス・オデッセイ―酸素原子が語る宇宙の物語』はやしまさる（訳）、紀伊國屋書店、2003年。
- 『物理学者はマルがお好き──牛を球とみなして始める、物理学的発想法』青木薫（訳）、早川書房、2004年。
- 『超ひも理論を疑う―「見えない次元」はどこまで物理学か?』斉藤隆央（訳）、早川書房、2008年。
- 『ファインマンさんの流儀: すべてを自分で創り出した天才の物理学人生』吉田三知世（訳）、早川書房、2012年。
- 『宇宙が始まる前には何があったのか？』青木薫（訳）、文藝春秋、2013年。
- 『偉大なる宇宙の物語　―なぜ私たちはここにいるのか？―』塩原通緒（訳）、青土社、2018年。
- 『私たちは何を知らないのか　宇宙物理学の未解決問題』長尾莉紗（訳）、北川蒼（訳）、KADOKAWA、2024年。

### 映画
- ロンドン・フィールズ (2015年) (カメオ出演)[3]